# Menotropiner
Menotropiner (human menopausal gonadotropin, hMG) är en hormonell aktiv medicin för behandling av infertilitet.
Menotropin extraheras från kvinnligt urin i menopausen som innehåller höga halter hypofysgonadotropiner, FSH (follikelstimulerande hormon) och LH (luteiniserande hormon).
Enligt FASS beskrivs humant menotropin som humant menopausgonadotropin.